# José Abdul Pinto
José Abdul Pinto (Panamá, Panamá, 10 de mayo de 1982) es un exfutbolista panameño. Juega de centrocampista o volante de contenció.

## Clubes
| Club         | País   | Año       |
| ------------ | ------ | --------- |
| Plaza Amador | Panamá | 2001-2011 |
| Sporting SM  | Panamá | 2011      |
| Plaza Amador | Panamá | 2012-2013 |

## Campeonatos nacionales
| Título                | Club         | País   | Año  |
| --------------------- | ------------ | ------ | ---- |
| Anaprof Clausura 2002 | Plaza Amador | Panamá | 2002 |
| Apertura 2005         | Plaza Amador | Panamá | 2005 |

- Datos: Q5937285